# Лейшис, Юозас
Юозас Лейшис (лит. Juozas Leišys; род. 9 декабря 1950, Падварниай, Молетский район (сейчас Молетское районное самоуправление) — литовский шашечный композитор, предприниматель. Национальный гроссмейстер по шашечной композиции (2005). Чемпион Литвы (1990, 1994, 1996, 2000)
Один из родоначальников Союза любителей шашечной композиции Литвы (вице-президент с момента основания в 2001 году)
Проживает в г. Молетай.
Предприниматель с 1992 года.

## Биография
Участник 19 чемпионатов Литвы по шашечной композиции (1984, 1985, 1986, 1987, 1989, 1990, 1991, 1992, 1993, 1994, 1995, 1996, 1998, 1999, 2000, 2004, 2006, 2008, 2010)
Чемпионаты Литвы
1 место: 1994 (раздел миниатюры-100),  1996 (дважды: в разделах проблемы-100 и миниатюры-100), 2000 (раздел проблемы-100).
2 место: 1987 (дважды: в разделах проблемы-100 и задачи-100), 1989 (раздел проблемы-64), 1992 (дважды: в разделах проблемы-100 и этюды-100), 1993 (раздел проблемы-64),  1995 (раздел проблемы-64).
3 место: 1986 (раздел проблемы-64), 1987 (раздел миниатюры-100), 1998 (раздел миниатюры-100), 2008 (раздел дамочные проблемы-100).

## Награды и звания
Национальный гроссмейстер по шашечной композиции